# Abu Ubaydah, Syria
Abu Ubaydah (tiếng Ả Rập: أبو عبيدة, cũng đánh vần là Abu Obeideh) là một ngôi làng Syria nằm trong phó huyện Mahardah của huyện Mahardah ở Tỉnh Hama. Theo Cục Thống kê Trung ương Syria (CBS), Abu Ubaydah có dân số 745 trong cuộc điều tra dân số năm 2004.